# Agrilus planipennis
Agrilus planipennis es un escarabajo nativo del noreste de Asia que pertenece a la familia Buprestidae. Es conocido en inglés por el nombre común de emerald ash borer, que al español se traduce como barrenador esmeralda del fresno, el cual hace alusión a su coloración verde brillante y a su alimentación basada en varias especies de fresnos. Las hembras de esta especie ponen huevos en las grietas de la corteza de los fresnos, y las larvas se alimentan debajo de la corteza para emerger como adultos en uno o dos años. En su distribución nativa, generalmente se encuentra en densidades bajas y no causa daños significativos a los árboles nativos del área. Fuera de su área de distribución nativa, es considerada una especie invasora y altamente destructiva para los fresnos nativos del noroeste de Europa y América del Norte. Antes de ser encontrados en América del Norte, se sabía muy poco acerca del barrenador esmeralda del fresno; esto ha dado como resultado que gran parte de la investigación sobre su biología se centre en América del Norte. Los gobiernos locales de América del Norte están intentando controlarlo mediante el monitoreo de su propagación, la diversificación de especies de árboles, insecticidas y el control biológico.

## Historia
El sacerdote y naturalista francés Armand David recolectó un espécimen de la especie durante uno de los viajes que realizó a través de la China imperial en las décadas de 1860 y 1870. Encontró el escarabajo en Beijing y lo envió de vuelta a Francia, donde el entomólogo Léon Fairmaire publicó la primera descripción breve de Agrilus planipennis en la Revue d'Entomologie en 1888. Desconociendo la descripción de Fairmaire, Jan Obenberger publicó en 1930 una descripción separada que nombraba a la especie como Agrilus marcopoli.

## Identificación
Los escarabajos adultos son típicamente de color verde metálico brillante y de aproximadamente 8.5 milímetros (0.33 pulgadas) de largo y 1.6 milímetros (0.063 pulgadas) de ancho. Los élitros suelen ser de un verde más oscuro, pero también pueden tener tonos de cobre. El barrenador esmeralda del fresno es la única especie norteamericana de Agrilus con un abdomen superior rojo brillante cuando se ve con las alas y élitros extendidos. La especie también tiene una pequeña espina que se encuentra en la punta del abdomen y las antenas son dentadas a partir del cuarto segmento. Los escarabajos adultos de otras especies a menudo pueden ser identificados erróneamente por el público debido a su parecido con Agrilus planipennis.

## Ciclo de vida
El ciclo de vida del barrenador esmeralda del fresno puede durar uno o dos años, dependiendo de la época del año de la oviposición, la salud del árbol huésped y la temperatura.
Después de 400–500 días de suma térmica por encima de los 10 °C (50 °F), los adultos comienzan a emerger de los árboles a fines de la primavera, y la emergencia máxima se produce alrededor de 1000 grados-días. Después de la emergencia, los adultos se alimentan durante una semana con hojas de fresno en el dosel arbóreo antes del apareamiento, pero producen poca defoliación en el proceso. Los machos se ciernen alrededor de los árboles, ubican a las hembras mediante señales visuales y caen directamente sobre la hembra para aparearse; el apareamiento puede durar 50 minutos, y las hembras pueden aparearse con múltiples machos durante su vida. Una hembra típica puede vivir alrededor de seis semanas y poner aproximadamente 40–70 huevos, pero las hembras que viven más tiempo pueden poner hasta 200 huevos.
Los huevos se depositan entre las grietas de la corteza y hacen eclosión unas dos semanas después. Los huevos tienen un diámetro aproximado de 0.6 a 1.0 milímetro (0.02 a 0.04 pulg.) e inicialmente son blancos, pero luego se tornan de color marrón rojizo si son fértiles. Después de la eclosión, las larvas mastican a través de la corteza hacia el floema interno, el cámbium y el xilema externo donde se alimentan y se desarrollan. El barrenador esmeralda del fresno tiene cuatro estadios larvales. Al alimentarse, las larvas crean largas galerías serpentinas. Las larvas del cuarto estadio completamente maduras miden entre 26 y 32 milímetros (1.0 a 1.3 pulgadas) de largo. En el otoño, las larvas maduras del cuarto estadio excavan cámaras de aproximadamente 1,25 centímetros (0,49 pulgadas) en la albura o corteza exterior donde se pliegan en forma de J. Estas larvas en forma de J se convierten en prepupas y posteriormente en pupas y adultos la siguiente primavera. Para salir del árbol, los adultos mastican agujeros de su cámara a través de la corteza, lo que deja un agujero de salida en forma de D. Las larvas inmaduras pueden hibernar en su galería, pero pueden requerir un verano adicional de alimentación antes de hibernar nuevamente y emerger como adultos en la primavera siguiente. Este ciclo de vida de dos años es más común en climas fríos, como la Rusia europea.

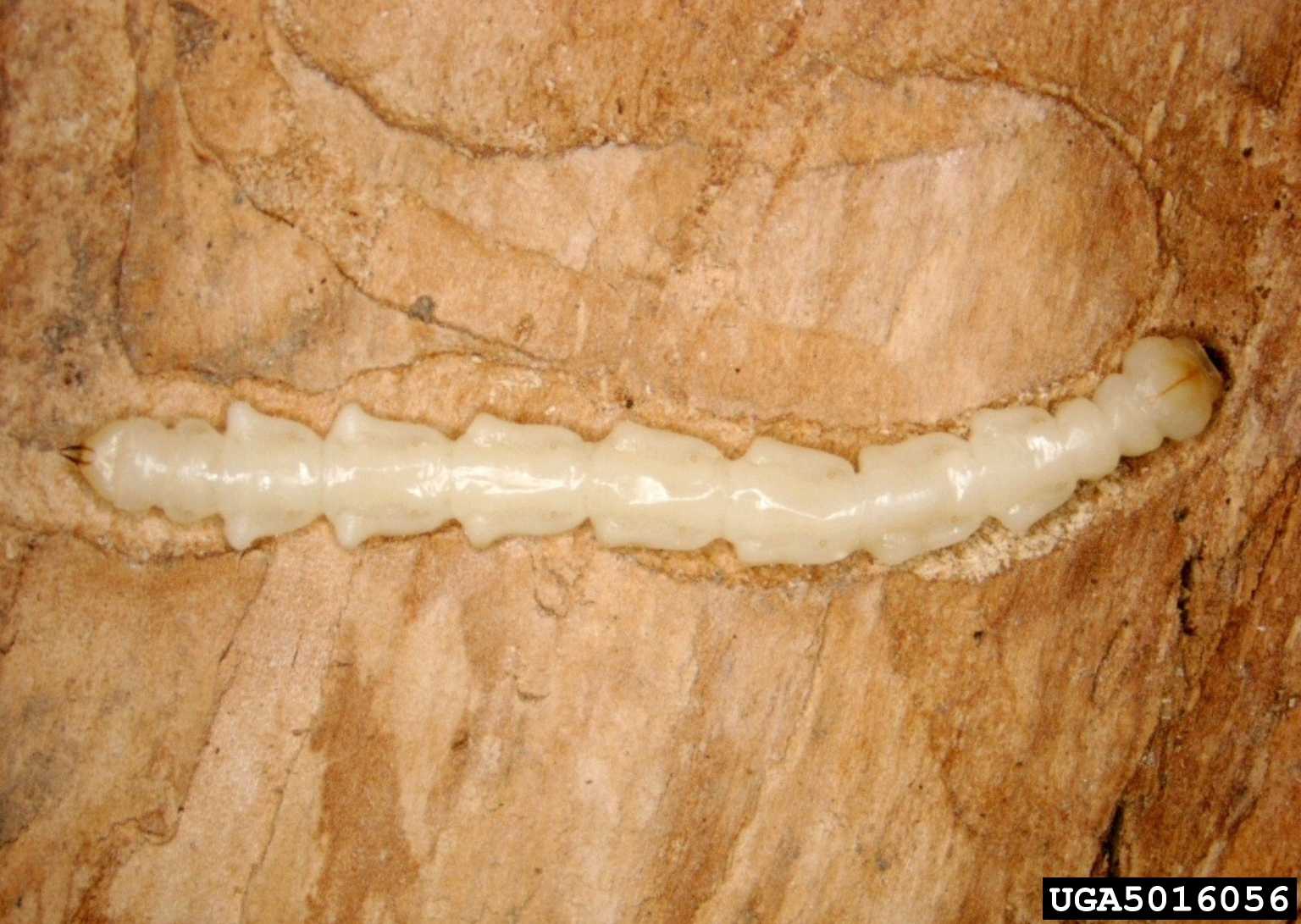
Larva.
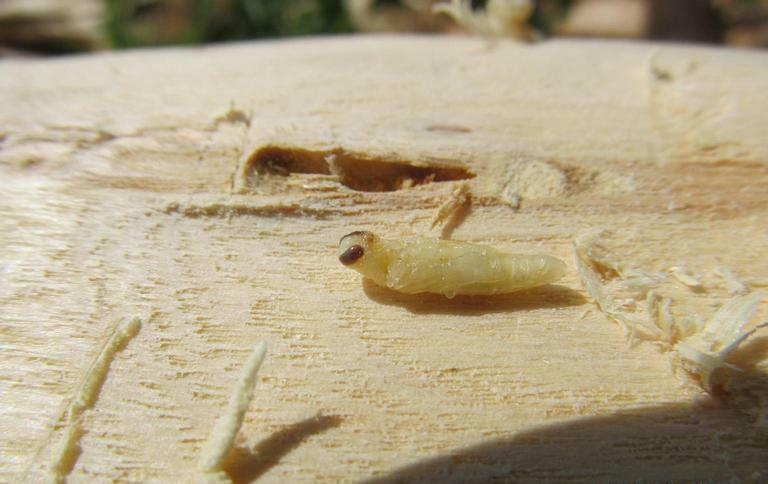
Pupa sacada de su cámara pupal.
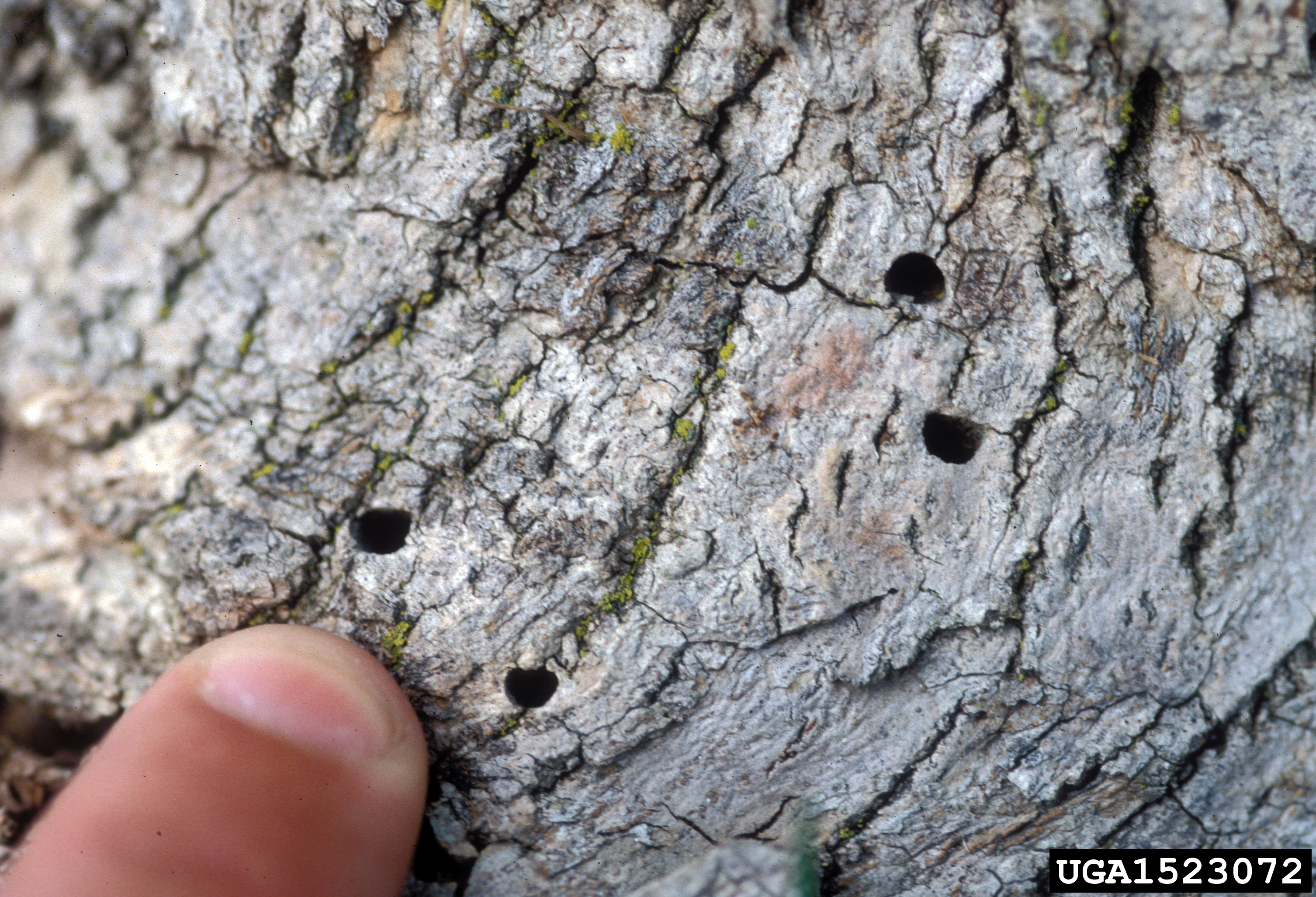
Los adultos salen del árbol por los agujeros en forma de D.
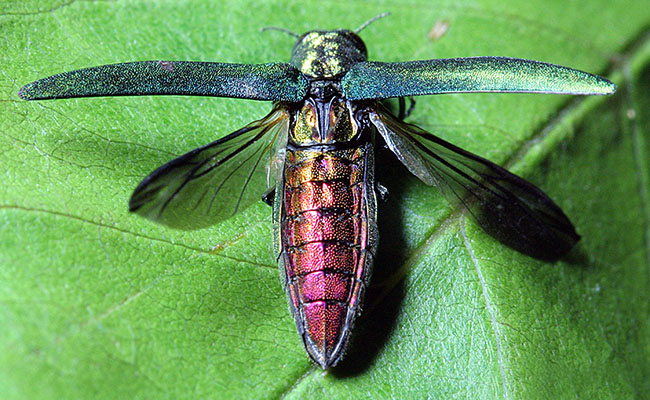
Vista dorsal del adulto con élitros y alas extendidas.
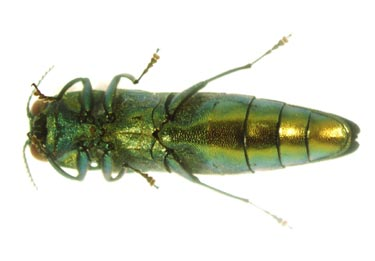
Parte inferior de un barrenador esmeralda adulto.

## Distribución

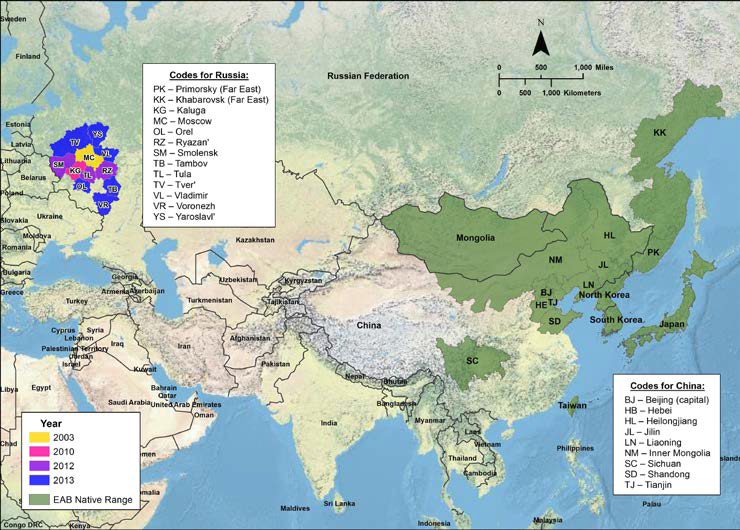
Distribución nativa del barrenador esmeralda del fresno en el este de Asia y distribución en la Rusia europea a partir de 2013.

La distribución nativa del barrenador esmeralda del fresno es el Asia nororiental de clima templado, que incluye Rusia, Mongolia, el norte de China, Japón y Corea.
El escarabajo es invasivo en América del Norte, donde tiene una población central en Michigan y los estados y provincias circundantes. Las poblaciones están más dispersas fuera del área central, y los límites de su distribución conocida van al norte hasta Ontario, al sur hasta el norte de Louisiana, al oeste hasta Colorado y al este hasta Massachusetts. En el norte de Europa, se encontró una población en Moscú, Rusia. en 2003. Desde 2003 hasta 2016, esta población se ha extendido hacia el oeste hacia Suecia a 40 km por año y se espera que llegue a Europa central entre 2031 y 2036.

## Plantas hospederas
En su área de distribución nativa, el barrenador esmeralda del fresno es solo una plaga molesta en los árboles nativos, ya que las densidades de población generalmente no alcanzan niveles letales para los árboles sanos. En China, infesta a las especies Fraxinus chinensis, Fraxinus mandshurica y Fraxinus rhynchophylla; en Japón también infesta a Fraxinus japonica y Fraxinus lanuginosa.
En América del Norte, el barrenador esmeralda del fresno infesta y puede causar un daño significativo a varias especies de fresnos, incluyendo el fresno verde (Fraxinus pennsylvanica), el fresno negro (Fraxinus nigra), el fresno blanco (Fraxinus americana) y el fresno azul (Fraxinus quadrangulata). En Europa, Fraxinus excelsior es la principal especie de fresno colonizada por este escarabajo. La susceptibilidad de los fresnos puede variar debido al atractivo de los compuestos orgánicos volátiles para los adultos, o la capacidad de las larvas para desintoxicar los compuestos fenólicos. El barrenador esmeralda del fresno también se ha encontrado infestando árboles de laurel de nieve (Chionanthus virginicus) en América del Norte, pero no está claro si los árboles estaban sanos cuando se infestaron por primera vez o si ya estaban en declive debido a la sequía.
Los adultos prefieren poner huevos en fresnos dañados o en condiciones de estrés, pero ponen huevos en árboles sanos de otras especies de árboles. Prefieren los árboles jóvenes con corteza entre 1.5 milímetros (0.059 pulgadas) y 5 milímetros (0.20 pulgadas). Tanto los machos como las hembras captan los compuestos volátiles de las hojas y los sesquiterpenos de la corteza para ubicar los hospedadores. El daño lo sufren los árboles infestados debido a la alimentación larvaria: Las galerías de alimentación de las larvas interrumpen el flujo de nutrientes y agua por la formación de un anillado en el árbol, el cual no puede transportar suficiente agua y nutrientes a las hojas para sobrevivir.